# Жінка у вікні (фільм, 2021)
«Жінка у вікні» (англ. Woman in the Window) — американський психологічний трилер режисера Джо Райта за сценарієм, адаптованого Трейсі Леттсом, за мотивами однойменного роману 2018 року псевдонімного автора А. Дж. Фінна. Актори фільму: Емі Адамс, Ґері Олдмен, Ентоні Макі, Фред Гечінгер, Ваятт Расселл, Браян Тайрі Генрі, Дженніфер Джейсон Лі та Джуліанна Мур. Останній реліз від Fox 2000 Pictures як виробничої компанії.

## У ролях
| Актор                | Роль             |
| -------------------- | ---------------- |
| Емі Адамс            | Анна Фокс        |
| Ентоні Макі          | Едвард Фокс      |
| Гері Олдмен          | Алістер Рассел   |
| Фред Хехінгер        | Ітан Рассел      |
| Джуліанн Мур         | Кетрін Меллі     |
| Браян Тайрі Генрі    | детектив Літтл   |
| Джанін Серраллес     | детектив Нореллі |
| Ваятт Рассел         | Девід Вінтер     |
| Дженніфер Джейсон Лі | Джейн Рассел     |
| Мерая Боузман        | Олівія           |
| Ліза Колон-Заяс      | Біна             |
| Трейсі Леттс         | терапевт         |

## Український дубляж
- Катерина Брайковська — Анна Фокс
- Роман Чорний — Детектив Літтл
- Дмитро Гаврилов — Ед
- Олег Лепенець — Алістер Рассел
- Лідія Муращенко — Кетрін Меллі
- Людмила Ардельян — Джейн Рассел
- Наталя Романько-Кисельова — Детектив Нореллі
- Юрій Сосков — Ітан Рассел
- Дмитро Сова — Девід
- Максим Кондратюк — Лікар Карл Ленді
- Ксенія Лук'яненко — Олівія
- А також: Катерина Качан, Юрій Гребельник, Вероніка Лук'яненко, Єлизавета Мостренко, Єгор Скороходько, Ольга Радчук, Павло Скороходько, Дмитро Терещук, Володимир Терещук.

Фільм дубльовано студією «Postmodern» на замовлення «Netflix» у 2021 році.
- Перекладач — Ольга Переходченко
- Режисер дубляжу — Катерина Брайковська
- Звукооператор — Андрій Желуденко
- Спеціаліст зі зведення звуку — Юрій Антонов
- Менеджер проєкту — Ольга Нагієвич

## Виробництво
У вересні 2016 року студія «20th Century Fox» придбав екранні права на однойменний роман А. Дж. Фінна. У березні 2018 року було оголошено, що Джо Райт буде режисером фільму за сценарієм Трейсі Леттс. Скотт Рудін та Елі Буш будуть виступати продюсерами фільму. У квітні 2018 року Емі Адамс приєдналася до акторської групи фільму. У липні 2018 року до акторської групи приєдналися Джуліанн Мур, Ваят Рассел, Гері Олдман та Браян Тайрі Генрі. У серпні 2018 року до фільму приєдналися Фред Гечінгер та Ентоні Макі.
Основні зйомки розпочалася 6 серпня 2018 року в Нью-Йорку. Знімання завершилося 30 жовтня 2018 року.

## Випуск
Спочатку «Жінку у вікні» планували випустити 4 жовтня 2019 року. Однак, 9 липня випуск було відсунуто до 2020 року, коли «Disney» переробив фільм через негативну реакцію аудиторії на третій акт. Фільм вийшов 14 травня 2021 року.